# Inka Friedrich
Pour les articles homonymes, voir Friedrich.
Inka Friedrich (née le 1er novembre 1965  à Fribourg-en-Brisgau, dans le Bade-Wurtemberg) est une actrice de théâtre et de cinéma allemande.

## Biographie
Inka Friedrich étudie le théâtre de 1984 à 1988 à l'université des arts de Berlin (HdK). Après l'obtention de son diplôme, elle est engagée au Théâtre de Bâle, où elle remporte son premier grand succès avec la pièce de Heinrich von Kleist La Petite Catherine de Heilbronn (créée à Vienne en 1810), sous la direction de Cesare Lievi (it).
Le magazine Theater heute désigne Inka Friedrich « nouvelle actrice de l'année » en 1990. De 1991 à 1998, elle est engagée dans la troupe du Deutsches Schauspielhaus à Hambourg. Depuis 1998, elle se produit comme comédienne indépendante, notamment à la Schauspielhaus de Zurich et au Burgtheater de Vienne.
Elle remporte un grand succès à la Schaubühne à Berlin avec le rôle de Sonja dans la pièce d'Anton Tchekhov Oncle Vania (créée en 1897), mise en scène par Andrea Breth.
Sous la direction d'Andreas Dresen, elle a également joué au Deutsches Theater de Berlin le rôle de Caroline dans la pièce Casimir et Caroline d'Ödön von Horváth.

## Filmographie partielle

### Au cinéma
- 1993 : Das letzte Siegel
- 2000 : Kontakt (court métrage)
- 2005 : Un été à Berlin (Sommer vorm Balkon) d'Andreas Dresen
- 2005 : Willenbrock (de) d'Andreas Dresen
- 2007 : Blöde Mütze (de) de Johannes Schmid
- 2008 : Im Winter ein Jahr de Caroline Link
- 2009 : Ein Dorf schweigt
- 2009 : Hanna und die Bankräuber
- 2010 : Die Grenze
- 2010 : Groupies bleiben nicht zum Frühstück
- 2010 : Die Hummel
- 2010 : Go West – Freiheit um jeden Preis
- 2011 : Pour lui (Halt auf freier Strecke) d'Andreas Dresen

### À la télévision
- 1995 : Nadja – Heimkehr in die Fremde (téléfilm)
- 1997 : Drunter und drüber (série télévisée)
- 1999 : Paul und Clara – Liebe vergeht nie (téléfilm)
- 2001 : Vier Meerjungfrauen (téléfilm)
- 2001 : Ein Vater zu Weihnachten (téléfilm)
- 2003 : Ich liebe das Leben (téléfilm)
- 2005 : Kalter Sommer (téléfilm)
- 2006 : Die Mauer – Berlin ’61 (téléfilm)
- 2006 : Kuckuckszeit (téléfilm)
- 2007 : Nichts ist vergessen (téléfilm)
- 2007 : Tatort (série télévisée) (épisode Strahlende Zukunft)
- 2008 : Dr. Hope – Eine Frau gibt nicht auf (téléfilm)
- 2008 : Polizeiruf 110 (série télévisée) (épisode Verdammte Sehnsucht)
- 2009 : Tatort (série télévisée) (épisode Altlasten)
- 2009 : Fasten à la Carte d'Hans-Erich Viet (téléfilm)
- 2009 : Le Combat d'une femme (Dr. Hope - Eine Frau gibt nicht auf) de  Martin Enlen (téléfilm en deux parties)
- 2011 : Tatort (série télévisée) (épisode Der Tote im Nachtzug)
- 2011 : Tatort (série télévisée) (épisode Schwarze Tiger, weiße Löwen)
- 2011 : Kehrtwende (de) de Dror Zahavi (téléfilm)
- 2011 : Die Dienstagsfrauen d'Olaf Kreinsen (téléfilm)
- 2012 : Bloch – Der Fremde
- 2012 : Die Chefin (série télévisée)
- 2013 : Zeit der Helden (de) (Fiction en temps réel)
- 2013 : Global Player - Toujours en avant (Global Player – Wo wir sind isch vorne) de Hannes Stöhr (téléfilm)
- 2014 : Letzte Spur Berlin (de) (série télévisée)
- 2015 : Unterm Radar (de) (Prise au piège) d'Elmar Fischer (de) : Anna Bittner[1].

## Source de la traduction
- (de) Cet article est partiellement ou en totalité issu de l’article de Wikipédia en allemand intitulé « Inka Friedrich » (voir la liste des auteurs).